# Paracheirodon axelrodi
El tetra cardenal (Paracheirodon axelrodi) es una especie de actinopterigio ostariofisio carácido oriundo de Sudamérica. Es una especie popular en acuarios, pero muchos de los ejemplares que se venden son capturados en estado salvaje.

## Descripción

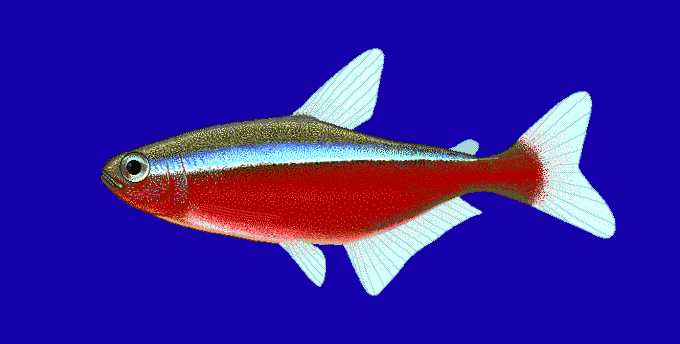
Perfil del tetra cardenal.

El tetra cardenal es muy parecido a otro pez de su mismo género, el tetra neón (Paracheirodon innesi), y por ello también se le llama neón cardenal. El tetra cardenal es más grande que el neón, llegando a medir 3 cm (1 plg). Posee grandes ojos, que ocupan la mitad de la cabeza. La coloración del cuerpo está dividida en dos: la mitad superior es azul eléctrico y gris, mientras que la mitad inferior es de color rojo intenso. Al igual que los demás carácidos, tiene una aleta adiposa. La aleta caudal es grande, aproximadamente del mismo tamaño que la cola. Las hembras son más grandes y con una forma más redondeada que los machos.

## Distribución
Los tetra cardenales se hallan en Sudamérica, en los países de Brasil, Colombia y Venezuela, específicamente en el alto río Orinoco y en el Río Negro. También se les consigue en caños cercanos a Caicara del Orinoco, edo. Bolívar, cuyas aguas son tibias y transparentes.

## Biología y comportamiento

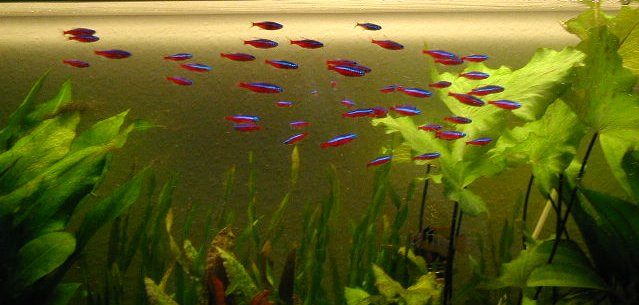
Cardumen de tetras cardenales.

Este pez, extendido por gran parte de Sudamérica, habita en aguas cálidas y ácidas. Esta especie se refugia entre algas y plantas acuáticas. Tienden a formar cardúmenes. Es un pez omnívoro, se alimenta de varios tipos de materia orgánica. También tienden al canibalismo, y las crías son devoradas por los adultos como sucede en la mayoría de los peces. A pesar de ser peces casi exclusivamente sacados de los diferentes afluentes del amazonas se adaptan muy bien a los ambientes cerrados del acuario y mostrarán en todo su esplendor los colores azul metálico y rojo que los caracterizan, por el contrario, si ello no sucede, entonces deberá revisarse sus posibles carencias de carotenos y/o enfermedades que los puedan aquejar.
En la época de reproducción, la hembra emite los huevos (que suelen ser cerca de 500 dependiendo del tamaño de la misma), y estos se pegan a hojas de diversas plantas. Normalmente la eclosión se produce a no más de 36 horas luego del desove. Las larvas son incapaces de nadar durante los primeros 5 días después de la eclosión, por lo que son muy vulnerables.

## En cautividad
Desde que en 1956 el célebre acuariófilo Axelrod importó los primeros ejemplares a Estados Unidos, estos peces se han vuelto muy populares entre acuariófilos, aunque se capturan muchos ejemplares en libertad. Aunque los adultos toleran muchos tipos de alimento, las crías crecen más rápido alimentándose de artemias. Precisan aguas con un pH inferior a 7 y una temperatura entre los 23 y los 27 °C. Es recomendable alojar a esta especie en acuarios con muchas plantas, ya que suelen refugiarse en ellas. Viven mejor en acuarios espaciosos, y en cardúmenes de 10 individuos como mínimo. Su reproducción es muy delicada, ya que los huevos son fotosensibles, esto quiere decir, que el acuario para el desove tiene que estar en completa oscuridad, cualquier chispa de luz dejara estériles a los huevos.